# Francisque Teyssier
Pour les articles homonymes, voir Teyssier.
Francisque Teyssier, né le 2 janvier 1969 à Salon-de-Provence, est un coureur cycliste français. Professionnel de 1992 à 2000, il a été champion de France du contre-la-montre à deux reprises.

## Biographie
Après sa carrière cycliste, il est devenu directeur sportif du Vélo Club Saint-Antoine La Gavotte basé aux Pennes-Mirabeau et conseiller municipal de la commune de Cornillon-Confoux, dans les Bouches-du-Rhône.

## Palmarès

### Palmarès amateur
- 1988
  - Tour du Pays de Gex
- 1989
  - Tour du Chablais

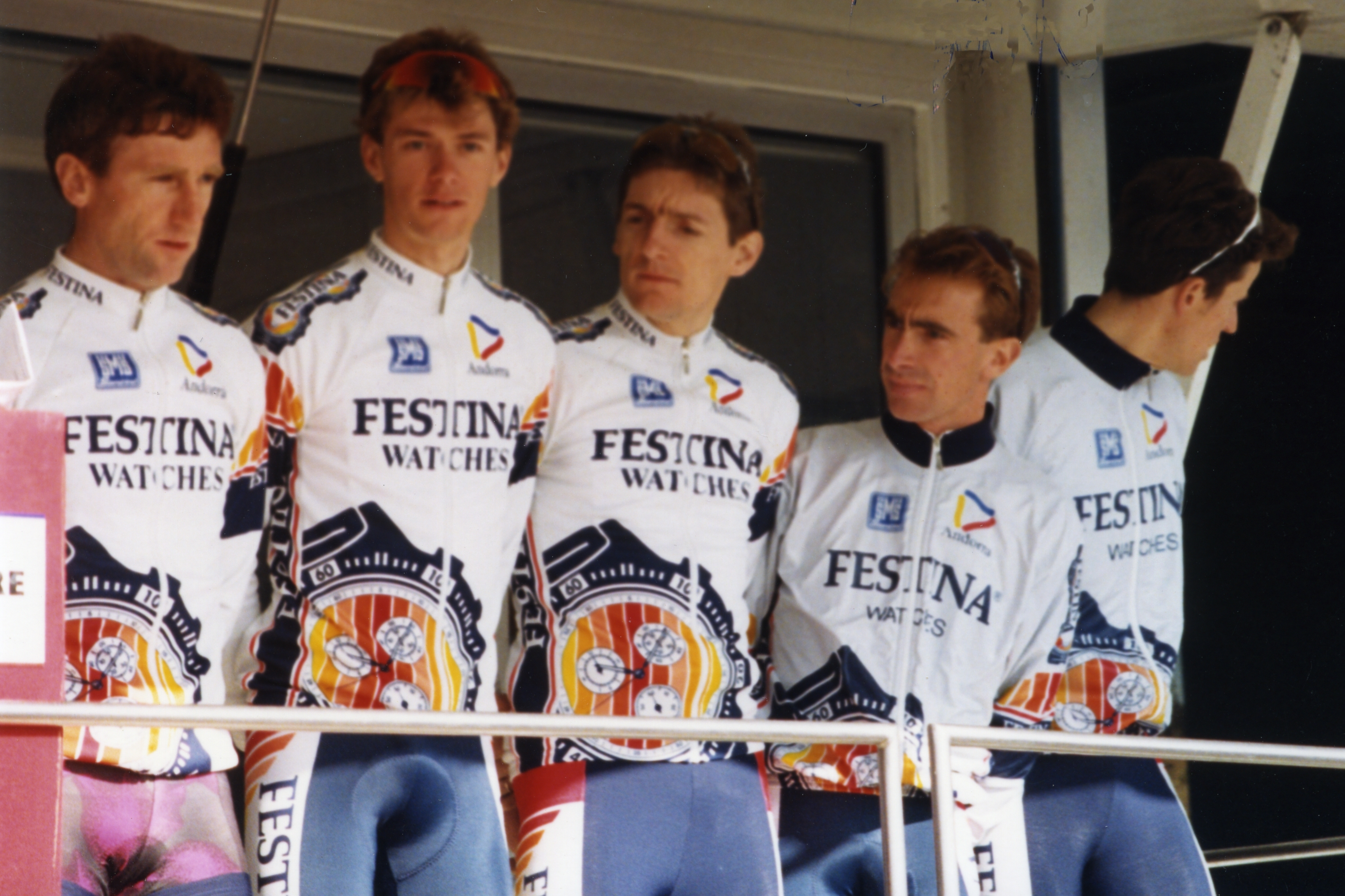
Francisque Teyssier (2e en partant de la gauche) lors du Paris-Nice 1993

  - 2e du championnat du Lyonnais sur route
- 1990
  -  Champion de France militaires sur route
  - 4e étape de l'Essor breton
  - 2e des Boucles catalanes
- 1991
  - Paris-Ézy
  - Classement général du Tour du Pays Roannais
  - 2e de La Pyrénéenne
- 1992
  - 4e étape du Circuit de Saône-et-Loire
  - 2e étape du Tour Nivernais Morvan
  - Classement général du Tour Nord-Isère
  - Grand Prix de France
  - Grand Prix des Nations amateurs
  - 2e du Tour des Pyrénées
  - 3e de Barcelone-Montpellier 
  - 3e du Tour du Béarn

### Palmarès professionnel
- 1993
  - 3e du championnat de France sur route
- 1994
  - 3e et 6e étapes du Tour du Poitou-Charentes
- 1995
  - 5e étape du Tour de l'Ain
- 1997
  -  Champion de France du contre-la-montre
  - 3e du Chrono des Herbiers
- 1998
  - 3eb étape du Regio-Tour (contre-la-montre)
  - Grand Prix des Nations
  - 2e du championnat de France du contre-la-montre
  - 3e du Chrono des Herbiers
- 2000
  -  Champion de France du contre-la-montre

### Résultats sur les grands tours

#### Tour de France
1 participation
- 1996 : abandon (6e étape)

#### Tour d'Italie
1 participation
- 1995 : abandon

#### Tour d'Espagne
1 participation
- 1997 : 23e